# Ludwig Renger
Ludwig Renger (* 10. März 1813; † 26. Januar 1905 in Tetschen) war ein deutsch-österreichischer Jurist und Mitglied der Frankfurter Nationalversammlung.

## Leben
Renger studierte Rechtswissenschaften an den Universitäten Prag und Wien. Nach der Promotion zum Dr. jur. in Wien (1841) ließ er sich als Advokat und Notar in Tetschen nieder. Er war Mitglied und Vorsitzender der Bezirksversammlung in Tetschen und gehörte dem dortigen Sparkassenverein an.
Vom 4. Juli 1848 bis 29. April 1849 war Renger Mitglied der Frankfurter Nationalversammlung (Augsburger Hof). Er votierte gegen die Wahl Friedrich Wilhelms IV. zum Kaiser der Deutschen.